# Büchel (Kürten)
Büchel ist ein Wohnplatz in der Gemeinde Kürten im Rheinisch-Bergischen Kreis.

## Lage und Beschreibung
Der Ort liegt zwischen Unterbersten und Kohlgrube am Olpebach. Beim Ort befindet sich das Naturschutzgebiet Olpebachtal (GL-016).

## Geschichte
Büchel wurde erstmals im Jahr 1344 als Bugchel als Flurnamen urkundlich erwähnt. Der Name ist ein Naturname und leitet sich von *bukil, germ. für eine hügelige Geländeform (siehe auch Bühl), ab.
Die Topographia Ducatus Montani des Erich Philipp Ploennies aus dem Jahre 1715, Blatt Amt Steinbach, belegt, dass der Ort bereits 1715 als Ort mit einem Hof bestand und als Böggel bezeichnet wurde. Carl Friedrich von Wiebeking benennt die Hofschaft auf seiner Charte des Herzogthums Berg 1789 als Buchel. Aus ihr geht hervor, dass Büchel zu dieser Zeit Teil der Honschaft Olpe im Kirchspiel Olpe im Landgericht Kürten war.
Unter der französischen Verwaltung zwischen 1806 und 1813 wurde das Amt Steinbach aufgelöst und Büchel wurde politisch der Mairie Olpe im Kanton Wipperfürth im Arrondissement Elberfeld zugeordnet. 1816 wandelten die Preußen die Mairie zur Bürgermeisterei Olpe im Kreis Wipperfürth. Büchel gehörte zu dieser Zeit zur Gemeinde Olpe.
Der Ort ist auf der Topographischen Aufnahme der Rheinlande von 1824 und auf der Preußischen Uraufnahme von 1840 als Büchel verzeichnet.
Ab der Preußischen Neuaufnahme von 1892 ist er auf Messtischblättern regelmäßig als Büchel verzeichnet.
1822 lebten zwölf Menschen im als Haus kategorisierten Ort.
1830 hatte der Ort zwölf Einwohner. Der 1845 laut der Uebersicht des Regierungs-Bezirks Cöln als Weiler kategorisierte Ort besaß zu dieser Zeit vier Wohnhäuser. Zu dieser Zeit lebten 31 Einwohner im Büchel genannten Ort, davon 23 katholischen und acht evangelischen Bekenntnisses. Im Gemeindelexikon für die Provinz Rheinland von 1888 werden vier Wohnhäuser mit 21 Einwohnern angegeben. 1895 hatte der Ort drei Wohnhäuser und zwölf Einwohner. 1905 besaß der Ort drei Wohnhäuser und 21 Einwohner und gehörte konfessionell zum katholischen Kirchspiel Olpe.
1927 wurden die Bürgermeisterei Olpe in das Amt Olpe überführt. In der Weimarer Republik wurden 1929 die Ämter Kürten mit den Gemeinden Kürten und Bechen und Olpe mit den Gemeinden Olpe und Wipperfeld zum Amt Kürten zusammengelegt. Der Kreis Wipperfürth ging am 1. Oktober 1932 in den Rheinisch-Bergischen Kreis mit Sitz in Bergisch Gladbach auf.
1975 entstand aufgrund des Köln-Gesetzes die heutige Gemeinde Kürten, zu der neben den Ämtern Kürten, Bechen und Olpe ein Teilgebiet der Stadt Bensberg mit Dürscheid und den umliegenden Gebieten kam.

## Denkmal
Der Hof Büchel 11 zählt zu den ältesten und schönsten Gebäuden der Gemeinde Kürten. Bemerkenswert ist das über Knaggen vorkragende Obergeschoss des Fachwerkhauses, dass im Bergischen selten zu finden ist. Es ist in der Liste der Baudenkmäler in Kürten eingetragen.